# Półkole pola karnego

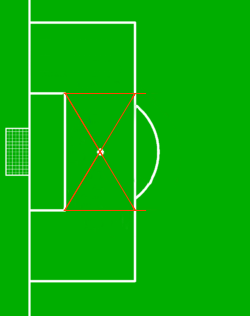
Pole karne i półkole pola karnego.

Półkole pola karnego – miejsce to należy do powierzchni koła wyznaczanego od punktu karnego (miejsca wykonywania rzutów karnych znajdującego się w odległości 11 m od linii bramkowej) o promieniu 9,15 m (10 yd) i jest powierzchnią znajdującą się poza polem karnym, określającą przestrzeń w której nie mogą znajdować się zawodnicy z wyjątkiem zawodnika egzekwującego rzut karny.